# Raphael Holzdeppe
Raphael Marcel Holzdeppe, né le 28 septembre 1989 à Kaiserslautern, est un athlète allemand spécialiste du saut à la perche, champion du monde en 2013.

## Biographie
Raphael Holzdeppe, d'origine africaine, est adopté par un couple allemand peu après sa naissance. Il mesure aujourd'hui 1,81 m pour 79 kg ; entraîné jusqu'en 2012 par Andrei Tivontschik, il concourt pour le LAZ Zweibrücken et s'est installé à Munich pour être entraîné par Chauncey Johnson. En septembre 2014, après une année sans succès, il annonce retourner à Deux-Ponts avec l'entraîneur Andrei Tivontschik.
Le 28 juin 2008, Raphael Holzdeppe franchit la barre de 5,80 m lors du meeting de Biberach, égalant le record du monde junior du Russe Maksim Tarasov établi en 1989. Quelques jours plus tard, à Bydgoszcz, l'Allemand devient champion du monde junior grâce à un saut à 5,40 m, devançant finalement le Polonais Pawel Wojciechowski. Sélectionné pour les Jeux olympiques de Pékin, Holzdeppe se classe huitième de la finale après avoir réalisé 5,60 m à son deuxième essai, et échoué à trois reprises à 5,70 m. Il est désigné « étoile montante » parmi les athlètes européens de l'année 2008.
En 2009, Raphael Holzdeppe remporte les Championnats d'Europe espoirs de Kaunas avec un saut à 5,65 m.
Pendant il finit son abitur au lycée de Helmholtz à Deux-Ponts.
En janvier 2012, il bat son record personnel en salle avec 5,72 m à Sindelfingen le 21, performance qu'il réédite à Chemnitz le 28 malgré une seconde place aux essais face à Malte Mohr. Entretemps, il franchit 5,66 m à Cottbus le 25. Le 14 février 2012, il remporte à Liévin le meeting du Pas-de-Calais devant Romain Mesnil et Konstadínos Filippídis en égalant son record personnel. Ensuite, il termine 3e du meeting de Karlsruhe le 26 février 2012 en réalisant son record personnel avec 5,82 m.
Lors des Jeux olympiques de Londres de 2012, il obtient la médaille de bronze en franchissant le 10 août 2012 une barre s'élevant à 5,91 mètres, améliorant ainsi son record personnel de 9 cm.
Le 12 août 2013, il devient le premier champion du monde junior du saut à la perche à remporter également le titre senior, à l'occasion des championnats du monde à Moscou, en franchissant 5,89 m à sa première tentative, et en devançant aux nombre d'essais le Français Renaud Lavillenie. Il termine par la suite à la troisième place du classement de la Ligue de diamant 2013 derrière Lavillenie et Konstadínos Filippídis.
Blessé durant l'hiver 2014, il fait son retour sur les pistes durant la saison estivale suivant en franchissant par deux fois 5,53 m. Durant l'hiver 2015, il franchit 5,60 m à Rouen, retour moyennement convaincant. 
Le 24 juin 2015, il améliore lors d'un meeting en centre-ville à Bakou d'un cm son record de 5,91 m qu'il avait réussi à deux reprises (à Londres lors des Jeux en 2012 et lors du Golden Gala à Rome en 2013) puis le porte à 5,94 m lors des Championnats d'Allemagne. En août suivant, il ne conserve pas son titre de champion du monde, remportant la médaille d'argent avec 5,90 m, devancé par le Canadien Shawnacy Barber.
Le 23 janvier 2016, l'allemand remporte le meeting de Rouen avec un nouveau record personnel en salle à 5,84 m, échouant de très peu à 5,91 m. Il devance le Grec Konstadínos Filippídis et le Français Kévin Menaldo qui franchissent 5,77 m.
Raphael Holzdeppe effectue sa rentrée hivernale 2017 le 14 janvier à Merzig où il s'impose avec 5,58 m, devant le Polonais Paweł Wojciechowski (5,58 m également). Onze jours plus tard, à Cottbus, il termine 2e du meeting avec 5,73 m, devancé par le Polonais Piotr Lisek (5,92 m, WL).
Le 5 février, au All Star Perche de Clermont-Ferrand, Raphael Holzdeppe se blesse lors de sa barre d'entrée à 5,46 m. Cela représente sa 3e blessure depuis 2016 (hiver 2016, Jeux olympiques de Rio) et espère que celle-ci ne l'empêchera pas dans la suite de sa saison hivernale.
Il participe finalement le 10 février suivant à l'ISTAF indoor Berlin et se classe 3e du concours avec 5,70 m, battu par le Polonais Piotr Lisek (5,86 m) et le Brésilien Thiago Braz da Silva (5,70 m également).
Le 19, il devient Champion d'Allemagne en salle pour la 1re fois, avec un saut à 5,68 m.
Le 3 février 2018, Raphael Holzdeppe déjoue les pronostics en s'imposant à domicile lors au meeting de Karlsruhe pour battre Renaud Lavillenie. Il efface une barre à 5,88 m, meilleure performance mondiale de l'année et record personnel en salle, tandis que son adversaire français se contente de 5,83 m,.
Le 25 février 2018, lors du All Star Perche de Clermont-Ferrand, Raphaël Holzdeppe termine 10e de l'une des compétitions les plus relevées de l'histoire, avec 5,73 m. Cette compétition voit sept athlètes franchir 5,88 m ou plus haut, et est remportée par l'Américain Sam Kendricks avec 5,93 m. Le 4 mars, aux championnats du monde en salle de Birmingham, il termine 6e avec 5,80 m.
Il met un terme à sa carrière en août 2024 à Deux-Ponts avec 5,00 m, à l'âge de 34 ans.

## Vie privée
Il a une relation amoureuse avec la sauteuse en longueur allemande Sosthene Moguenara, vice-championne d'Europe en salle 2015.

## Palmarès
| Date | Compétition                       | Lieu             | Résultat | Marque  |
| ---- | --------------------------------- | ---------------- | -------- | ------- |
| 2006 | Championnats du monde juniors     | Pékin            | 5e       | 5,30 m  |
| 2008 | Championnats du monde juniors     | Bydgoszcz        | 1er      | 5,40 m  |
| 2008 | Jeux olympiques                   | Pékin            | 7e       | 5,60 m  |
| 2009 | Championnats d'Europe espoirs     | Kaunas           | 1er      | 5,65 m  |
| 2012 | Championnats d'Europe             | Helsinki         | 3e       | 5,77 m  |
| 2012 | Jeux olympiques                   | Londres          | 3e       | 5,91 m  |
| 2013 | Championnats d'Europe en salle    | Göteborg         | 8e       | 5,61 m  |
| 2013 | Championnats du monde             | Moscou           | 1er      | 5,89 m  |
| 2013 | Ligue de diamant                  | Ligue de diamant | 3e       | détails |
| 2015 | Championnats d'Europe par équipes | Tcheboksary      | 2e       | 5,85 m  |
| 2015 | Championnats du monde             | Pékin            | 2e       | 5,90 m  |
| 2015 | Ligue de diamant                  | Ligue de diamant | 6e       | détails |
| 2017 | Championnats d'Europe en salle    | Belgrade         | 5e       | 5,80 m  |
| 2017 | Championnats du monde             | Londres          | finale   | NM      |
| 2018 | Championnats du monde en salle    | Birmingham       | 5e       | 5,80 m  |
| 2018 | Coupe du monde                    | Londres          | 2e       | 5,75 m  |
| 2019 | Championnats du monde             | Doha             | 6e       | 5,70 m  |

### National
Plein air :
- 3e en 2008
- 2e en 2012, 2013 et 2017
- vainqueur en 2015 et 2019

En salle : 
- 3e en 2012
- vainqueur en 2017 et 2018

## Records
| Épreuve          | Épreuve   | Marque | Lieu      | Date            |
| ---------------- | --------- | ------ | --------- | --------------- |
| Saut à la perche | Plein air | 5,94 m | Nuremberg | 26 juillet 2015 |
| Saut à la perche | Salle     | 5,88 m | Karlsruhe | 3 février 2018  |